# NOD2
El dominio de oligomerización por unión de nucleótidos que contiene la proteína 2 o NOD2 (por sus siglas en inglés, nucleotide-binding oligomerization domain containing protein 2) es una proteína, también conocida como dominio reclutador de caspasa 15 (CARD15), que desempeña un importante papel en el sistema inmune. Se trata de un receptor de reconocimiento de patrones, que es similar en estructura a proteínas resistentes de plantas y reconoce moléculas que contienen una estructura específica llamada muramil dipéptido (MDP), que se encuentra en ciertas bacterias.
El gen que codifica para NOD2 está relacionado con enfermedades inflamatorias como la enfermedad de Crohn.
El gen de NOD2 se encuentra localizado en el cromosoma 16 en humanos.